# 73693 Dorschner
73693 Dorschner è un asteroide della fascia principale. Scoperto nel 1991, presenta un'orbita caratterizzata da un semiasse maggiore pari a 3,0902939 UA e da un'eccentricità di 0,1578752, inclinata di 11,56645° rispetto all'eclittica.
L'asteroide è dedicato all'astronomo tedesco Johann M. Dorschner.